# La regola del gioco (film 1939)
La regola del gioco (La Règle du jeu) è un film del 1939 diretto da Jean Renoir.
È considerato dai critici cinematografici non solo uno dei migliori del regista, ma anche uno dei più grandi film mai realizzati.

## Trama
L'aviatore André Jurieux è di ritorno da un'impresa senza precedenti: la traversata dell'Atlantico in sole ventitré ore. Quando atterra a Le Bourget, appena fuori Parigi, viene accolto dal suo amico Octave anziché da Christine, una nobile austro-francese di cui André è innamorato. L'assenza di Christine lo ferisce tanto da fare una struggente dichiarazione a una delle giornaliste giunte per intervistarlo, chiamando Christine una traditrice. La nobildonna intanto ascolta la trasmissione nel suo appartamento di Parigi. Christine è sposata con Robert, marchese de La Chesnaye, tuttavia la relazione passata di Christine con André è di dominio pubblico.
Dei membri dell'aristocrazia e dell'alta borghesia si ritrovano nel castello del marchese de La Chesnaye per trascorrere il fine settimana. Gli amori dei potenti si intrecciano con quelli dei loro domestici finché viene commesso un omicidio.

## Personaggi
(Jean Renoir, Entretiens et propos, p. 20)
Il film non ha un protagonista, è un film corale nel quale possiamo individuare otto personaggi principali.
I signori
- Roland Toutain (1905-1977): specializzato in film d'avventura, aveva interpretato ruoli importanti in Les Mystères de la chambre jaune (1930) e Parfum de la dame en noir (1930) di Marcel L'Herbier. Interpreta il personaggio dell'aviatore, André Jurieu, il corrispondente di Coelio di I capricci di Marianna: eroico pilota e innamorato deluso.
- Marcel Dalio, che aveva recitato in Le Golem (1935) e Il bandito della Casbah (Pépé le Moko, (1936) di Julien Duvivier, ne La grande illusione (1937) di Renoir, interpreta il personaggio del marchese, Robert de la Chesnaye: aristocratico di origini ebraiche, collezionista di automi, elegante e liberale.

(Jean Renoir, Entretiens et propos, p. 21.)
- Jean Renoir, il regista stesso, si riserva di recitare la parte di Octave, musicista fallito, amico squattrinato di Christine e di André. Innamorato anch'egli di Christine, svolge un ruolo di mediatore, molto simile a quello del regista stesso.
- Nora Gregor, attrice austriaca che aveva sposato il principe de Stahremberg. La coppia si trovava in esilio a Parigi dal 1938, quando l'Austria era stata annessa alla Germania. Interpreta il personaggio di Christine de la Chesnaye, figlia di un famoso direttore d'orchestra austriaco, amata e contesa dagli uomini.
- Mila Parély (Parigi, 7 ottobre 1917 – Vichy, 14 gennaio 2012), attrice francese di origini polacche, il cui vero nome era Olga Colette Perzynski, aveva recitato in La leggenda di Liliom (1933) di Fritz Lang, Remontons les Champs-Elysées (1938) di Sacha Guitry, successivamente avrebbe lavorato in La conversa di Belfort (les Anges du péché, 1943) di Robert Bresson, Il piacere (Le plaisir, 1951) di Max Ophüls. Interpreta il personaggio dell'amante del marchese, Geneviéve de Marras, una donna dell'alta società, vissuta e disincantata.

I servi
- Paulette Dubost, attrice anche di televisione e di teatro, attiva dal 1926, interpreta Lisette, la cameriera personale della marchesa, più legata alla padrona che al geloso marito guardiacaccia, lusingata dalla corte del nuovo domestico Marceau.
- Gaston Victor Modot interpreta Schumacher, il guardiacaccia, geloso marito di Lisette che lo tradisce allegramente. La facilità con cui ricorre alle armi lo porterà ad uccidere Jurieu.
- Julien Carette, che aveva recitato con Renoir già due volte, ne La grande illusione (1937) e ne L'angelo del male (La bête humaine, 1938), interpreta Marceau, il bracconiere beffardo e simpatico.

## Sequenze
Francis Vanoye individua nel film 16 sequenze:
1. Aerodromo di Le Bourget. Ore ventidue. Una folla entusiasta accoglie l'aviatore André Jurieu che, a bordo del suo Caudron, sta atterrando: ha appena superato il record di traversata dell'Atlantico in 23 ore. Una giornalista della radio lo intervista. André non trova ad accoglierlo la donna amata, Christine. Ha compiuto l'impresa per amor suo e pubblicamente dichiara la sua delusione, incurante del fatto che i microfoni diffondano ovunque le sue parole. Nel suo appartamento, la donna, moglie del marchese Robert de La Chesnaye, sta ascoltando la trasmissione radiofonica. Contrariata di essere trascinata in uno scandalo, spegne l'apparecchio. Sta vestendosi per recarsi a teatro e con Lisette, la giovane cameriera, scambia riflessioni sui difficili rapporti fra uomini e donne. Octave, l'amico dell'aviatore, lo rimprovera per il comportamento irresponsabile. Robert de La Chesnaye, appassionato collezionista di carillon e di automi, mentre si compiace del suo ultimo acquisto, una piccola negretta dal meccanismo intatto, ha ascoltato anche lui la trasmissione alla radio e tranquillizza la moglie dichiarando di comprendere la natura dei suoi rapporti con l'aviatore: un'affettuosa amicizia erroneamente interpretata come amore. Intanto telefona a Geneviève de Marras, la sua amante. Fissa un appuntamento con lei per il giorno successivo. Nel salotto di Geneviève alcuni ospiti che giocano a bridge, commentano le dichiarazioni di Jurieu.
2. Il giorno dopo La Chesnaye annuncia a Geneviève di voler porre fine alla loro relazione ma lei lo distoglie dal suo proposito.
3. Jurieu, depresso, guida imprudentemente la sua auto che va a schiantarsi fuori strada, coinvolgendo nell'incidente anche l'amico Octave che viaggia con lui. Costui lo rimprovera aspramente ma si offre di ottenergli un nuovo incontro con Christine.
4. Palazzo dei marchesi. Octave fa visita ai La Cesnaye. Amico d'infanzia, considera Christine come una sorella e la convince ad invitare Jurieu alla prossima battuta di caccia a La Colinière, la residenza di campagna dei marchesi in Sologne. Robert liberalmente acconsente ad ospitare anche l'aviatore. Rimette in funzione un automa, una capinera che canta ogni venti secondi.
5. Robert e Christine arrivano a La Colinière accolti dal capocameriere Corneille. Lisette ritrova il marito, il guardiacaccia, Edouard Schumacher, che vorrebbe restasse a La Colinière accanto a lui.
6. Schumacher accompagna il marchese in un sopralluogo sulle terre della proprietà infestata da lepri e conigli selvatici. Sorprende in flagrante il bracconiere Marceau che ha teso trappole e lo vorrebbe arrestare, ma La Chesnaye, anziché punirlo, ammira la sua abilità e lo assume come domestico.
7. Nel pomeriggio il tempo si guasta e sotto una pioggia torrenziale arrivano gli invitati: per prima Geneviève, poi un generale a riposo, un sudamericano, la coppia La Bruyère, industriali del Nord della Francia, Monsieur de Saint-Aubin, Berthelin, un dandy, Charlotte de la Plante, Jacqueline, nipote di Christine. Per ultimi Jurieu e Octave. Christine, prevenendo i pettegolezzi, parla apertamente della relazione d'amicizia che la lega all'aviatore. Il marchese propone una festa mascherata da organizzare in onore del pilota, dopo la caccia.
8. Cucine del castello. Christine dà istruzioni sulle preferenze degli ospiti. Durante la cena i domestici chiacchierano dei padroni: si mormora delle origini ebraiche della famiglia del marchese. Schumacher è geloso della simpatia che Lisette dimostra a Marceau.
9. Gli invitati salgono nelle loro stanze per andare a dormire.
10. La partita di caccia. I cacciatori uccidono numerosi conigli selvatici, lepri e fagiani. Christine col binocolo intravede Robert dare un bacio a Geneviève: per il marito un bacio d'addio all'amante, per la moglie la prova di un tradimento insospettato.
11. Christine fa visita a Geneviève: le parla apertamente della relazione con il marito e la convince a rimanere.
12. Schumacher regala alla moglie Lisette una mantella foderata di pelliccia.
13. Marceau corteggia Lisette e il marito li sorprende. Il maggiordomo interviene per placare l'ira che Schumacher sfoga sul rivale.
14. La festa mascherata. Ogni personaggio si presenta nel suo travestimento. Danza macabra: gli attori vestiti da spettri ballano su musica di Saint-Saens.[5] Il marchese mostra orgoglioso il suo ultimo acquisto: un'antica e preziosa pianola meccanica azionata da pupazzi. Fuori scena si inseguono padroni e servi, formando e disfando le coppie: Christine -Saint-Aubin- Jurieu, Jacqueline e Jurieu, Geneviève-La Chesnaye, Schumacher, Lisette e Marceau. Robert aiuta Marceau a sfuggire a Schumacher. Si alternano dichiarazioni d'amore, svenimenti e delusioni da parte delle donne, scontri e duelli fra gli uomini. Prima c'è un confronto fra Jurieu e Saint Aubin, poi uno fra Jurieu e La Chesnaye. Una detonazione esplosa da Schumacher interrompe il duello fra i due. Jurieu e La Chesnaye si riconciliano. Ritorna la calma. Schumacher e Marceau sono licenziati. Robert è disposto a cedere Christine a Jurieu, ma ormai lei è troppo delusa dall'eccessiva prudenza manifestata dall'aviatore. Octave resta solo con Christine e rievocano la loro giovinezza in Austria e il padre di lei, un famoso direttore d'orchestra. Lisette presta il suo mantello a Christine che si dirige con Octave verso la serra.
15. Marceau lascia il castello e incontra Schumacher che piange, distrutto per il licenziamento ma soprattutto per il rifiuto della moglie di seguirlo. Si attardano in giardino e Schumacher scambia Christine per Lisette. Christine e Octave si dichiarano amore reciproco e si abbracciano. Octave va a prendere i cappotti per partire insieme a lei. Ma Lisette lo fa riflettere sulla scarsezza dei suoi mezzi economici e l'impossibilità di garantire a Christine il tenore di vita a cui è abituata. Octave rinuncia al progetto. Sarà Jurieu a raggiungere Christine nella serra. Furioso di gelosia, Schumacher spara dal suo nascondiglio a colui che crede l'amante di sua moglie e uccide Jurieu. Octave e Marceau lasciano La Colinière.
16. Davanti agli invitati, La Chesnaye e Christine dichiarano che si è trattato di un incidente e predispongono per l'indomani una cerimonia in omaggio alla vittima. Schumacher è riassunto.

## Produzione
Senza attendere il successo de L'angelo del male, Renoir forma una cooperativa di produzione con l'intento di produrre due film l'anno, la NEF (Nouvelle Edition Française) con altri quattro soci: suo fratello Claude, André Zwobada, Olivier Billiou, già socio dei fratelli Hakim, produttori de L'angelo del male, Camille François.

### Soggetto
Dopo le riprese del film L'angelo del male, Renoir abbandona il naturalismo per ritornare ad una trama più classica e apparentemente semplice. Come punto di partenza, sceglie l'opera teatrale I capricci di Marianna di Alfred de Musset. Si ispira anche a Il gioco dell'amore e del caso di Marivaux, e trae altri spunti da Beaumarchais (una citazione dalla scena X atto IV del suo Le nozze di Figaro apre il film) e di Molière.
(Jean Renoir, Entretiens et propos, p. 16.)
(Jean Renoir, La mia vita, i miei film, pp. 144-147)

### Sceneggiatura
Renoir scrive diverse versioni della sceneggiatura, trasformandone i personaggi via via che il cast va definendosi. Il suo metodo di lavoro è un work in progress.

### Riprese
Le riprese iniziano il 22 febbraio 1939, in Sologne, per gli esterni, presso il castello La Ferté Saint-Aubin del XVII secolo (Loiret), Lamotte-Beuvron, Aubigny-sur-Nère, i dintorni di Brinon-sur-Sauldre (Cher), per le riprese della battuta di caccia. La seconda parte fu girata negli studi Pathé-Cinéma di Joinville-le-Pont e in un appartamento in Place du Trocadéro.
(Claude Beylie, I capolavori del cinema, p. 125)
Renoir filmava con lunghe inquadrature, senza stacchi di montaggio, e usava vecchi obiettivi come quelli dei fratelli Lumière con una grande profondità di campo che permetteva avere a fuoco contemporaneamente le cose vicine e quelle lontane.
«Con Renoir nasce ufficialmente nel cinema la forma, fino allora sconosciuta o praticata inconsapevolmente, del piano sequenza, parola che deriva appunto dal francese e che significa identità fra inquadratura e sequenza. La durata dell'inquadratura senza stacchi e senza raccordi di montaggio permette di rappresentare l’intera durata temporale di una scena come se accadesse davanti a noi; mentre il movimento della cinepresa rappresenta meglio l’unità dello spazio in cui ci sembra di entrare».
«Significativa nel piano sequenza di Renoir è anche l'importanza del fuori campo. I personaggi si muovono molto liberamente senza tener conto della cinepresa, vanno e vengono, entrano e escono dal quadro continuamente, col risultato che spesso non vediamo chi parla. Ne deriva un «effetto finestra», come se neppure il regista sapesse precisamente cosa sta accadendo».

### Scenografia
Negli studi Pathé di Joinville, Eugène Lourié e Max Douy predisposero ambienti molto accurati, con autentici parquet, porte, mobili, argenteria, automi.

### Cast
Alcuni attori con cui Renoir era solito lavorare e a cui aveva pensato per i personaggi principali, Simone Simon e Jean Gabin, Pierre Renoir, erano già impegnati e non disponibili; perciò Renoir riscrive le parti per adattarle ai nuovi attori. Il suo metodo di lavoro prevedeva un rapporto diretto con l'attore per delineare e precisare le caratteristiche del personaggio. "Si parte da ciò che ci circonda per arrivare all'io."

## Colonna sonora
(Jean Renoir, La mia vita, i miei film, Marsilio, Venezia, 1992, pp.144-147)
La scelta delle musiche principali è di ispirazione classica:
- Mozart, Danze tedesche
- Monsigny, Le Déserteur
- Chopin, Valzer
- Saint-Saëns, Danza macabra
- Strauss, Il pipistrello

Sono presenti alcune eccezioni come la canzone militare En revenant de la revue cantata durante la festa e altre canzoni suonate dal grammofono.

## Accoglienza
La prima ebbe luogo il 7 luglio 1939 all'Aubert-Palace e Colisée di Parigi. Alla sua prima uscita il film fu un insuccesso. Al Colisée di Parigi, dove fu proiettato per la prima volta, scatenò un finimondo. Amputato di un quarto d'ora su richiesta degli esercenti, fu proibito e ritirato dalla distribuzione nel settembre 1939 dalle autorità, incolpandolo di demoralizzare i francesi, alla vigilia della dichiarazione di guerra. Nel 1942 il negativo del film è distrutto durante un bombardamento.
Jean Renoir, dichiara che "l'insuccesso de La Règle du jeu mi depresse così tanto che decisi sia di rinunciare al cinema, sia di abbandonare la Francia". Si reca quindi in Italia per girare Tosca. Allo scoppio della seconda guerra mondiale, lascia l'Europa e si trasferisce negli Stati Uniti, ad Hollywood.

### Rinascita
Il film viene successivamente riscoperto dalla generazione dei cinefili che gravita attorno ai Cahiers du cinéma.
Nel 1958-59, i fondatori dei Grands Films Classiques, Jean Gaborit e Jacques Maréchal, ricostruiscono, a partire da documenti e copie sopravvissute, il montaggio originale di 113 minuti.
La nuova versione è presentata al Festival di Venezia del 1959.
Nel 1965, data della sua nuova presentazione a Parigi, il film conosce un vero trionfo di critica e di pubblico. Da quel momento, La Règle du jeu diviene un film di culto.

### Critica
André Bazin:
(André Bazin, Jean Renoir, pp. 114-115)
Paolo Mereghetti:
(Paolo Mereghetti, Dizionario dei Film, p. 989)
Claude Beylie:
(Claude Beylie, I capolavori del cinema, pp. 124-125)
François Truffaut:
(François Truffaut, I film della mia vita, p. 48)

## Temi

### L'amore
E Geneviève, all'inizio del film, cita una definizione che Sébastien-Roch Nicolas de Chamfort ha dato sull'amore:
(Sébastien-Roch Nicolas de Chamfort)
(Francis Vanoye, La regola del gioco, pp. 78-81)
Il problema è quello della sincerità in amore.
"La menzogna è un abito troppo pesante da portare" esclama Christine al marito che ha dichiarato di comprendere il carattere dei suoi rapporti con Jurieu.
(François Truffaut, La regola del gioco, in André Bazin, Jean Renoir, p. 217)

### La regola
Octave ricorda a Jurieu, rimproverandolo delle dichiarazioni imprudenti rilasciate ai microfoni della trasmissione radiofonica:
(Octave a Jurieu)
E altrove Renoir scrive:
(Jean Renoir, La mia vita, i miei film, p.146.)
Ciò che cementa il gruppo sociale rappresentato nel film sono le regole:
- giochi di carte
- partita di caccia, con la sua organizzazione minuziosa, la distribuzione gerarchizzata dei posti, il codice interno
- il rapporto guardiacaccia e bracconiere, il diritto di sparare invocato dal marchese nel finale
- le maniere a tavola discusse dai domestici
- l'etichetta che regola i movimenti dei personaggi, gli spazi sociali, l'abbigliamento
- i rituali dell'ospitalità

### Il gioco
(André Bazin, Jean Renoir, p. 120)

### Il teatro
Il teatro è un riferimento costante nel film. Molte battute alludono allo scambio vita-teatro.
Robert ad un certo punto esclama: "Corneille, basta con questa commedia!"
E Christine risponde ad Octave: "Ne ho abbastanza di questa farsa!"
Paradossalmente è nel corso della mascherata che la verità dei personaggi viene a galla. La società appare più finta del teatro, mentre il teatro rappresenta il sogno, il luogo dell'immaginario.

### La guerra
(Jean Renoir, La mia vita, i miei film, p. 146)
(Daniele Dottorini, Jean Renoir. L'inquietudine del reale, p. 89)
La partita di caccia costituisce l'immagine più chiara del pericolo sentito da tutti nel 1939. Scrive Francis Vanoye:
(Francis Vanoye, La regola del gioco, pp. 70-71)

### Riferimenti all'attualità
- Il diffondersi dell'antisemitismo: allusioni dei servi alle origini ebraiche del padrone di casa;
- L'ascesa del nazismo in Germania: l'origine austriaca di Christine e dell'attrice che ne interpreta il personaggio, il suo trasferimento in Francia e l'occupazione tedesca dell'Austria; parlando dell'Alsazia Schumacher dice:

- Il patto di Monaco siglato nel settembre 1938. Le parole dei testi cantati nella festa sembrano alludervi ironicamente.[20]

### La morte
Il film si svolge sotto la minaccia della morte o della scomparsa:
- l'incidente in automobile,
- la partita di caccia e la morte dei conigli su cui la macchina da presa indugia a lungo,
- il ricordo della scomparsa del padre di Christine,
- le minacce di Schumacher,
- la Danse macabre
- gli attori mascherati da spettri.

Tutti però fanno finta di pensare ad altro.
In questa prospettiva le maschere, i travestimenti, gli automi, i Buddha, accostati ai personaggi, suggeriscono la loro incapacità di essere sinceri, il loro rifugiarsi nell'insensibilità, il loro progressivo assimilarsi all'oggetto.

## Influenza culturale
L'idea della festa, spesso notturna, durante la quale i personaggi si confrontano con la verità dei loro desideri e di quelli degli altri viene ripresa in:
- Luce d'estate (Lumière d'été), film del 1942, regia di Jean Grémillon
- Sorrisi di una notte d'estate (Sommarnattens leende), film del 1955, regia di Ingmar Bergman
- La dolce vita, film del 1960, regia di Federico Fellini
- La notte, film del 1961, regia di Michelangelo Antonioni
- L'angelo sterminatore, film del 1962, regia di Luis Buñuel
- Il declino dell'impero americano (Le déclin de l'empire américain), film del 1986, regia di Denys Arcand
- Partitura incompiuta per pianola meccanica (Neokoncennaja p'esa dlja mekhaniceskovo pianino), film del 1976, regia di Nikita Michalkov
- Gosford Park, film del 2001, regia di Robert Altman

La partita di caccia invece in:
- Theo Angelopoulos, I cacciatori (I Kynighi), 1977
- Peter Fleishmann, Scene di caccia in Bassa Baviera (Jagdszenen aus Niederbayern), 1968
- Carlos Saura, La caccia (La caza), 1965

### Scritti autobiografici di Jean Renoir
- Jean Renoir, La mia vita, i miei film, Marsilio, Venezia 1992. ISBN 88-317-5419-X
- (FR)  Jean Renoir, Entretiens et propos, a cura di Jean Narboni, Janine Bazin e Claude Gauteur, Editions de l'Etoile/Cahiers du cinema, Paris 1979, riedizione Ramsay, Paris 1986.

### Sceneggiatura del film
- La règle du jeu, in L'Avant-Scène Cinéma, n. 52, ottobre 1965.
- Olivier Curchod, Christopher Faulkner, Sceneggiatura di La règle du jeu, Paris 1999.

### Opere italiane
- Giorgio De Vincenti, Jean Renoir, la vita, i film, Marsilio, Venezia 1996. ISBN 88-317-5912-4
- Giorgio De Vincenti, Il gioco della rimozione e l'immanenza del senso nel work in progress cinematografico di Jean Renoir, in AA. VV, L'interpretazione dei film (Dieci capolavori della storia del cinema), Marsilio, Venezia 2003. ISBN 88-317-8243-6
- Daniele Dottorini, Jean Renoir. L'inquietudine del reale, Edizioni Fondazione Ente dello Spettacolo, novembre 2007. ISBN 978-88-85095-39-7
- Guido Bezzola, Renoir, Visconti, Antonioni, “Cinema Nuovo”, n.18, 1º settembre 1953.
- Paolo Mereghetti, Dizionario dei Film, Baldini-Castoldi, Milano 1993. ISBN 88-8598-897-0
- Sandro Bernardi, L'avventura del cinematografo, Marsilio, Venezia 2007. ISBN 978-88-317-9297-4

### Opere tradotte in italiano
- Francis Vanoye, La regola del gioco, Lindau , Torino 1996, traduzione di Maria Biano de La règle du jeu, film de Jean Renoir, Etude critique de Francis Vanoye, Paris 1989. ISBN 978-88-7180-623-5
- André Bazin, Jean Renoir, Paris, Champ Libre, 1971, curato e tradotto da Michele Bertolini, Mimesis Cinema, Milano-Udine 2012 ISBN 978-88-5750-736-1
- François Truffaut, I film della mia vita, Marsilio, Venezia 1978 ISBN 88-317-8164-2
- Claude Beylie, I capolavori del cinema, Vallardi, Milano 1990 ISBN 88-11-92332-8

### Opere e saggi critici in francese
- Armand-Jean Cauliez, Jean Renoir, Paris, Editions Universitaires, 1962
- Pierre Leprohon, Jean Renoir, Seghers, Paris 1967 (riedizione 1981).
- Claude Gauteur, Autour de 'La règle du jeu'. La 'règle du jeu' et la critique, in "La revue du cinéma", n. 282, mars 1974.
- Claude Beylie, Jean Renoir: le Spectacle, la Vie, Paris, Filméditions “Cinéma d'Aujourd'hui”, 1975
- Jacques Aumont e Jean-Louis Leutrat, L'espace et la matière, in "Théorie du film", Paris, Editions de l'Albatros, 1980, coll. "Ça/Cinéma", 9-20.
- Daniel Serceau, Jean Renoir, le Jeu et la Règle, Denoel, Parigi, 1986
- Roger Viry-Babel, Jean Renoir: Le Jeu et la règle, Paris, 1986.
- Pierre Guislain, préfation de Jean Douchet, La règle du jeu. Jean Renoir, Paris, Hatier, 1990.